# 파드마바트
《파드마바트》(힌디어: पद्मावत)는 2018년 개봉한 인도의 서사, 시대극 영화이다. 산제이 릴라 반살리가 감독과 공동각본을 맡았으며, 말리크 무함마드 자야시의 동명 서사시 가 영화의 원작이다.

## 출연

### 주연
- 디피카 파두콘
- 란비르 싱
- 샤히드 카푸르

### 조연
- 에디티 라오 히다리
- 짐 사르브
- 라자 무라드
- 만지트 싱